# FFH-Schutzgebiet Externsteine
Das FFH-Schutzgebiet Externsteine befindet sich im Kreis Lippe im Hauptkamm des Gebirgszuges Osning und Eggegebirge. Das Gebiet liegt westlich des Stadtteils Horn und südöstlich des Ortsteils Holzhausen-Externsteine. Es erstreckt sich im Nordwesten bis über den Bärenstein, über den Bereich der Externsteine und dem Tal der Wiembecke und dem Knickenhagen im Südosten. Es ist 124 ha groß.
Das FFH-Gebiet ist nahezu deckungsgleich zum Naturschutzgebiet Externsteine.